# Canton de Montsinéry-Tonnegrande
Le canton de Montsinéry-Tonnegrande est une ancienne division administrative française, située dans le département de la Guyane, dans l'arrondissement de Cayenne.

## Présentation
| Nom                                | Code Insee | Intercommunalité      | Superficie (km2) | Population (dernière pop. légale) | Densité (hab./km2) |
| ---------------------------------- | ---------- | --------------------- | ---------------- | --------------------------------- | ------------------ |
| Montsinéry-Tonnegrande (chef-lieu) | 97313      | CA du Centre Littoral | 600,00           | 2 477 (2014)                      | 4,1                |

## Administration
| Période | Période | Identité          | Étiquette   | Qualité |
| ------- | ------- | ----------------- | ----------- | --- |
| 1958    | 1964    | M. Catherine      | PSG         | |
| 1964    | 1978    | Léopold Héder     | PSG         | Directeur des hôpitaux Député (1962-1967) - Sénateur (1971-1978) Président du Conseil Général (1970-1973) Maire de Cayenne (1965-1978) |
| 1978    | 2008    | André Lecante     | DVG         | Maire de Montsinéry-Tonnegrande Président du Conseil Général (1998-2001)                                                               |
| 2008    | 2015    | Christian Porthos | autonomiste | Ancien Président de la FCPE de Guyane                                                                                                  |